# Wrzesień 2006

## 1 września2006
- Prezydent USA George Bush odmawia spotkania się z premierem rządu polskiego, Jarosławem Kaczyńskim. W zamian przedstawiciel naszego rządu ma spotkać się z wiceprezydentem USA, Dickiem Cheneyem, a także sekretarzem stanu Condoleezzą Rice. Choć przyczyny tej decyzji nie są znane, to jednak niektórzy tłumaczą ją natłokiem obowiązków, który ogranął prezydenta w ostatnim czasie. Polscy dyplomaci i komentatorzy tłumaczą takie zachowanie słabą pozycją władz polskich w Waszyngtonie. Jeden z tematów rozmowy Busha z Kaczyńskim miał dotyczyć budowy amerykańskiej bazy wojskowej, w ramach programu budowy tarczy antyrakietowej, na terenie Polski. Do tej pory nie jest znana ostateczna decyzja władz USA w tej sprawie.

## 2 września2006
- W okolicy Kamieńska w woj. łódzkim rozbił się samolot sportowy, w którym leciało dwóch mężczyzn w wieku 46 i 55 lat. Pierwszym z nich był mieszkaniec Tomaszowa Maz., przy drugim znaleziono austriackie prawo jazdy. Przyczyny wypadku na razie nie są znane, a badać je będzie specjalna komisja.

## 5 września2006
- Znana publicystka, Monika Olejnik odchodzi z TVP1 do TVN24. Na antenie stacji poprowadzi Kropkę nad i. Dziennikarka prowadziła już program na antenie TVN, w TVP1 była natomiast gospodynią talk-show Prosto w oczy. Odeszła po tym, jak zaproponowano przeniesienie jej programu na godzinę 23.15.

## 6 września2006
- Sąd lustracyjny pierwszej instancji orzekł, że była wicepremier w rządzie Kazimierza Marcinkiewicza Zyta Gilowska złożyła zgodne z prawdą oświadczenie lustracyjne. W swoim uzasadnieniu sąd stwierdził jednak, że choć nie ma dowodów na świadomą współpracę Zyty Gilowskiej ze Służbą Bezpieczeństwa, to jednocześnie podważył linię obrony Gilowskiej. Sąd nie dał wiary rzekomej fikcyjnej rejestracji Gilowskiej jako Tajnego Współpracownika, stwierdził także, że Gilowska wiedziała, iż mąż jej znajomej jest oficerem SB. Gilowska to uzasadnienie ostro skrytykowała. ( Wikinews)

## 7 września2006
- Częściowe zaćmienie Księżyca, widoczne również w Polsce. Maksimum zaćmienia o godzinie 20:51 (19:51 UTC).

## 8 września2006
- Sejm uchwalił ustawę o zmianie Konstytucji, dopuszczającą ekstradycję obywatela polskiego. Zmiana ma związek z wyrokiem Trybunału Konstytucyjnego z 27 kwietnia 2005, który uznał, że przepis Kodeksu postępowania karnego (art. 607t par. 1) dotyczący europejskiego nakazu aresztowania z dniem 5 listopada 2006 utracił moc obowiązującą w zakresie umożliwiającym wydanie obywatela polskiego, który dopuścił się przestępstwa poza granicami Polski.

## 9 września2006
- Z Przylądka Canaveral na Florydzie wystartował wahadłowiec Atlantis. Lot na Międzynarodową Stację Kosmiczną był czterokrotnie odkładany z przyczyn technicznych. (Gazeta.pl)

## 10 września2006
- Wypadek szybowca na lotnisku Muchowiec w Katowicach.

## 11 września2006
- Mija 5. rocznica zamachu na World Trade Center i Pentagon. Obchody rocznicowe odbywają się m.in. w Polsce i Nowym Jorku.
- Premier Jarosław Kaczyński ogłosił, że wybory samorządowe odbędą się 12 listopada 2006. (Wikinews)

## 13 września2006
- 19 osób zostało rannych podczas strzelaniny w Dawson College w Montrealu, a dwie zostały zabite (w tym napastnik zastrzelony przez policję). (reuters)
- Rząd Pakistanu odroczył prace nad reformą ustaw dotyczących przemocy seksualnej, które miały doprowadzić do sądzenia winnych nie tylko przed trybunałami prawa islamskiego, ale także cywilnego. (bbc.com)
- W Komańczy w Bieszczadach miał miejsce pożar zabytkowej cerkwi z 1802 roku.

## 14 września2006
- W Niemczech, po raz pierwszy od II wojny światowej, zostało wyświęconych trzech rabinów. (cnn.com)

## 16 września2006
- Sekretarz watykański Tarcisio Bertone przeczytał oświadczenie, z którego wynika, że papieżowi Benedyktowi XVI jest bardzo przykro w związku z tym, że jego słowa na temat islamu mogły zabrzmieć obraźliwie dla muzułmanów. (agi.it)
- Międzynarodowa Unia Astronomiczna zdecydowała o nazwaniu obiektu 2003 UB313 (używano również nazwy Xena) imieniem Eris.
- Odkryto planetę pozasłoneczną HAT-P-1 b – największą ze znanych do tej pory planet. (Yahoo.news)
- Plac Zbawiciela Joanny Kos-Krauze i Krzysztofa Krauzego otrzymał Złote Lwy na 31. Festiwalu Polskich Filmów Fabularnych. Prócz tego został uhonorowany siedmioma innymi nagrodami. (Onet)

## 18 września2006
- Doszło do poważnych zamieszek na Węgrzech po ujawnieniu poprzedniego dnia kontrowersyjnej wypowiedzi premiera Ferenca Gyurcsániego, w której mówi on o okłamywaniu wyborców.
- Prezydent Somalii Abdullahi Yusuf przeżył zamach bombowy, przeprowadzony przy użyciu dwóch ładunków w pobliżu budynku parlamentu. W jego wyniku zginęło co najmniej jedenaście osób. (BBC)

## 19 września2006
- Zatrzymany poprzedniego dnia przez CBŚ były minister skarbu Emil Wąsacz został zwolniony za kaucją. Gdańska prokuratura zastosowała poręczenie majątkowe w wysokości 100 tys. złotych oraz zakaz opuszczania kraju. Emil Wąsacz oświadczył, że był gotowy na każde wezwanie prokuratury i swoje natychmiastowe zatrzymanie określił w wywiadzie dla TVN24 „kaszanką wyborczą”. (Gazeta.pl)
- Doszło do puczu wojskowego w Tajlandii. Premier tego kraju przebywający obecnie w Nowym Jorku ogłosił stan wyjątkowy.

## 20 września2006
- Ali Abdullah Saleh, prezydent Jemenu, a wcześniej Jemenu Północnego, został wybrany z 77,2% poparciem na kolejną siedmioletnią kadencję. Opozycja oskarżyła stronę rządzącą o fałszerstwa. W dniu wyborów odnotowano przypadki śmiertelne. Tego samego dnia odbyły się wybory samorządowe. (AlJazeera.net, BBC)

## 22 września2006
- Rozpadła się koalicja PiS-Samoobrona-LPR. ( Wikinews)

## 26 września2006
- W programie TVN Teraz my! pokazano nagrany potajemnie film, w którym posłanka Samoobrony Renata Beger negocjuje z posłem Prawa i Sprawiedliwości Adamem Lipińskim przejście do PiS w zamian za korzyści osobiste dla niej i kilku innych posłów Samoobrony. Ministrowie PiS-u Lipiński i Mojzesowicz zgadzali się załatwić Beger stanowisko sekretarza stanu w Ministerstwie Rolnictwa oraz proponowali inne korzyści, jak na przykład czasowe zabezpieczenie finansowe posłów przez fundusz Sejmowy w razie egzekucji weksli czy zatrudnienie krewnych posłanki. Lipiński w bardzo niejasny sposób proponował także pomoc w sprawie sądowej Beger o sfałszowanie podpisów na listach wyborczych. Żądanie natychmiastowego stanowiska zostało później odrzucone przez premiera. Sprawa określana mianem „afery taśmowej” wywołała duże poruszenie w mediach i wśród polityków. (Teraz my!, 2, Onet.pl)
- Na stanowisku premiera Japonii odchodzącego Jun’ichirō Koizumiego zastąpił jego współpracownik Shinzō Abe.

## 27 września2006
- Pierwszy dzień po wybuchu „afery taśmowej”. Posłowie opozycji zażądali samorozwiązania sejmu i dymisji rządu Jarosława Kaczyńskiego, określając postępowanie partii rządzącej mianem korupcji i „korupcji politycznej”. PiS nie przyjęło zarzutów do wiadomości, opowiadając o „prowokacji” i „atakach na rząd”. Minister Gosiewski głosił, że „mogą stać za tym Wojskowe Służby Informacyjne, które boją się przeprowadzanych przez nas zmian”. Na konferencji prasowej Marek Kuchciński, szef klubu PiS, rozbawił dziennikarzy opowiadając o spisku, metodach operacyjnych stosowanych przez „służby” i zapowiadając powołanie komisji śledczej mającej zbadać „kto był inspiratorem zastosowania w Sejmie technik operacyjnych”. W wieczornym orędziu premier nie przeprosił, lecz zanegował problem i uznał nagraną rozmowę za zwykłe rokowania i normalność. Co więcej Kaczyński szarżował, oskarżając niezgadzających się z taką oceną o hipokryzję, kłamstwo oraz chęć wywołania kryzysu politycznego i „przywrócenia w Polsce władzy układów”. (Rzeczpospolita, Gazeta.pl, Orędzie premiera i komentarze w Rzeczpospolitej)
- Gruzińskie Ministerstwo Spraw Wewnętrznych ogłosiło aresztowanie czterech rosyjskich oficerów i ponad dziesięciu obywateli Gruzji pod zarzutem szpiegostwa. Afera zaostrzyła stosunki między Moskwą a Tbilisi oskarżającym Rosję o popieranie separatystów z Abchazji i Osetii Południowej. Rosjanie zażądali uwolnienia oficerów i ogłosili „kontynuację antyrosyjskiego kursu Gruzji”. (Rzeczpospolita)

## 28 września2006
- W wywiadzie dla „Rzeczpospolitej” Jarosław Kaczyński zapowiedział, że PiS będzie dążyło do utrzymania władzy. Oskarżył także liderów PO o „napady nienawiści”, słabą konstrukcję psychiczną i ich obciążył odpowiedzialnością za brak koalicji PiS–PO. Prezydent Lech Kaczyński nazwał zarzuty stawiane rządowi „semantycznym nadużyciem” i oskarżał media o nieuzasadnioną krytykę. Tymczasem gruntownej krytyce poddały PiS opiniotwórcze europejskie dzienniki, nie podzielając też polityków partii rządzącej o „powszechności” praktyk pokazanych na taśmach i „ataku układu”. (Rzeczpospolita)
- Dalej rosło napięcie między Rosją a Gruzją. Gruzini dokonali dalszych aresztowań. W odpowiedzi strona rosyjska odwołała ambasadora z Tbilisi i zarządziła częściową ewakuację obywateli rosyjskich, m.in. rodzin dyplomatów. Rosyjscy politycy grozili Gruzji, wspominając nawet o możliwości interwencji zbrojnej. Prezydent Gruzji Micheil Saakaszwili określił działania rosyjskie mianem histerii. (Rzeczpospolita)

## 29 września2006
- W katastrofie lotniczej w Brazylii zginęło 177 osób.

## 30 września2006
- Ostatni izraelscy żołnierze wycofali się z Libanu, kilkanaście godzin przed początkiem święta Jom Kipur. (bbc.com)
- Taťána Kuchařová (Czechy) wygrała konkurs Miss World 2006. Pierwszą wicemiss została Ioana Valentina Boitor z Rumunii, drugą australijka Sabrina Houssami. (Reuters, Gazeta.pl)